# Teoctist
Teoctist (grec medieval: Θεόκτιστος, Theóktistos; mort el 20 de novembre del 855) fou un alt funcionari de l'Imperi Romà d'Orient del segon quart del segle ix i el cap de fet de la regència durant la minoria d'edat de l'emperador Miquel III des del 842 fins a la seva destitució i assassinat el 855. Teoctist, un eunuc de la cort, tingué un paper clau en la pujada de Miquel II el Tartamut el 820 i fou recompensat pel seu suport amb els títols de patrici i, posteriorment, mestre dels oficis. Ocupà els alts càrrecs de cartulari del canicle i logoteta postal en els governs de Miquel i del seu fill i successor, Teòfil. A la mort d'aquest últim el 842, Teoctist fou nomenat membre del consell de regència, però no trigà gaire a arraconar-ne els altres membres i esdevenir el poder a l'ombra. Un administrador i polític consumat, fou clau en la resolució definitiva de la iconoclàstia romana d'Orient i infongué un nou alè a l'educació en el si de l'imperi. Prosseguí la repressió dels paulicians alhora que alternava les victòries i les derrotes en les guerres contra els àrabs. Quan Miquel III assolí la majoria d'edat el 855, el seu oncle, Bardes, el convencé de desfer-se de la tutela de Teoctist i l'emperadriu mare Teodora, amb el resultat que Teoctist fou assassinat per Bardes i els seus partidaris el 20 de novembre d'aquell mateix any.